# Gérard Iooss
Gérard Iooss (* 14. Juni 1944 in Charbonnier-les Mines, Département Puy de Dôme) ist ein französischer Mathematiker, der sich mit dynamischen Systemen befasst und speziell mathematischen Problemen der Hydrodynamik.
Iooss ging in Clermont-Ferrand zur Schule und studierte 1964 bis 1966 an der Elitehochschule École polytechnique.  1967 bis 1972 war er beim französischen Luftfahrtforschungszentrum ONERA. 1971 wurde er bei J. P. Guireaud an der Universität Paris VI promoviert. Ab 1972 war er Professor an der Universität Paris-Süd in Orsay und ab 1974 an der Universität Nizza, wo er 2007 emeritierte. 1994 bis 2004 war er am Institut Universitaire de France. Er ist heute am Labor Jean Dieudonné der Universität Nizza (einer UMR – gemischte Forschungsgruppe – des CNRS).
Außerdem war er 1970 bis 1985 Maître de conférences an der École Polytechnique.
Er war Gastprofessor an der University of Minnesota (1977/78), an der University of California, Berkeley (1978), an der Universität Stuttgart (1990, 1995, 1997), wo er mit Klaus Kirchgässner über reversible dynamische Systeme zusammenarbeitete.
Er befasste sich mit funktionalanalytischer Behandlung der Navier-Stokes-Gleichungen, nichtlinearer hydrodynamischer Stabilitätstheorie und Wasserwellen unterschiedlicher Art, allgemeines Verhalten von Bifurkationen (Verzweigung der Lösungen) in dynamischen Systemen (Symmetriebruch, Normalformen). 1971 behandelte er unabhängig von David H. Sattinger die Hopf-Bifurkation bei Lösungen der Navier-Stokes-Gleichung als unendlich dimensionales dynamisches System. Er untersuchte insbesondere die Taylor-Couette-Strömung und entdeckte dort theoretisch mehrere Wellenformen, die später experimentell bestätigt wurden. Er arbeitete unter anderem mit Alain Chenciner (Bifurkation invarianter Tori) und Pierre Coullet. Mit Coullet klassifizierte er die Instabilitäten räumlich periodischer Muster in translationsinvarianten und spiegelsymmetrischen Systemen.
1993 erhielt er den Max-Planck-Forschungspreis und 1990 wurde er korrespondierendes Mitglied der Académie des sciences. 2008 erhielt er den Prix Ampère und 1978 den Prix Henri de Parville der Academie des Sciences.
1998 war er Invited Speaker auf dem Internationalen Mathematikerkongress in Berlin ("Traveling water waves as a paradigm for bifurcations in reversible infinite dimensional dynamical systems").

## Schriften
- Bifurcation of Maps and Applications, North Holland Math Studies 36, 1979
- mit D. Joseph: Elementary Stability and Bifurcation Theory, Springer Verlag, Undergraduate Texts in Mathematics, 1980, 2. Auflage 1990
- mit P. Chossat: The Couette-Taylor Problem, Applied Mathematics Series 102, Springer Verlag 1994.
- mit M. Adelmeyer: Topics in Bifurcation Theory and Applications, Advanced Series in Nonlinear Dynamics, World Scientific 1992, 2. Auflage 1999
- mit M. Haragus: Local bifurcations, center manifolds, and normal forms in infinite dimensional dynamical systems, EDP Sciences/Springer Verlag 2011
- Herausgeber mit R. Helleman, Raymond Stora: Chaotic Behavior of Deterministic Systems, North Holland 1983 (Les Houches Lectures 1981)
- Herausgeber mit G. I. Barenblatt, D. Joseph: Nonlinear Dynamics and Turbulence, Pitman 1983